# Ту-70
Ту-70 — прототип пассажирского самолёта, модификация бомбардировщика Ту-4 (являющегося полной копией американского бомбардировщика B-29) с герметическими кабинами, вмещающими 72 пассажира.  
В начале 1946 года, когда конструкторское бюро Туполева заканчивало основные проектные работы по Б-4 (первоначальное обозначение "советского" B-29 Superfortress), А. Н. Туполев принимает решение в кратчайшие сроки спроектировать и построить на базе агрегатов Б-4 четырёхмоторный пассажирский самолёт, отвечающий мировым требованиям, предъявляемым к магистральным самолётам того периода. В марте 1946 года вышло постановление Совета Министров СССР, узаконившее инициативную разработку Туполева. Пассажирский самолет на базе бомбардировщика Б-4 получил в КБ индекс "70" и официальное название Ту-12. Проектируемый самолет предназначался для полётов на международных трансокеанских и дальних внутренних авиалиниях. Предполагалось самолёт "70" строить в трёх вариантах: специальный правительственный, смешанный вариант на 40-48 мест (две передние пассажирские кабины - люкс, задняя кабина 1 класса) и линейный вариант на 72 места с двумя кабинами первого класса.
В целях ускорения постройки первого опытного самолета использовали агрегаты американских самолетов В-29. От этих самолетов использовали отъёмные части крыла, гондолы двигателей, закрылки, шасси, механизмы уборки шасси, хвостовое оперение, часть агрегатов самолётных систем и оборудование. Вновь изготовили центроплан и герметический фюзеляж диаметром 3,6 м (впервые в СССР). В ходе постройки, опять же впервые в СССР была произведена проверка герметичности фюзеляжа наддувом на расчётный перепад давления 0,57 атм.. Нововведением на самолёте "70", по сравнению с Б-4 стало применение более рациональной ступенчатой формы передней части кабины экипажа.
Впервые самолёт взлетел 27 ноября 1946 года. Самолёт пилотировали: командир корабля летчик-испытатель Ф. Ф. Опадчий и второй пилот А. Д. Перелёт, ведущий инженер — М. М. Егоров. 
На четвёртом испытательном полете самолёт «70» был поврежден при вынужденной посадке. Поврежденный самолёт восстановили в полевых условиях. После серии доработок и доводок в сентябре 1948 года самолёт под новым официальным обозначением Ту-70 поступил на Государственные испытания. Самолёт был успешно испытан, и в июне 1948 года было принято правительственное решение о постройке 20 самолётов Ту-70, однако все подходящие для него серийные заводы оказались перегружены выпуском новых боевых машин для ВВС, в том числе бомбардировщиком Ту-4.
В 1954 году самолёт был списан и утилизирован.

## Лётно-технические характеристики
Приведены данные Ту-70.
Источник данных: Gordon Y. and Rigmant V., 2002, p. 90, 94

Технические характеристики
- Экипаж: 7-8 (2 пилота, штурман, бортинженер, бортрадист, 3-4 стюарда)
- Пассажировместимость: до 72 человек
- Длина: 35,4 м
- Размах крыла: 44,25 м
- Высота: 9,75 м
- Площадь крыла: 166,1 м²
- Масса пустого: 38 290 кг
- Нормальная взлётная масса: 51 400 кг
- Максимальная взлётная масса: 60 000 кг
- Объём топливных баков: 22 000 л (+ 6 000 л в дополнительных баках в центроплане)
- Силовая установка: 4 × радиальных 18-цилиндровых воздушного охлаждения АШ-73ТК
- Мощность двигателей: 4 × 2 400 л. с. (4 × 1 790 кВт)

Лётные характеристики
- Максимальная скорость:  
  - у земли: 424 км/ч
  - на высоте: 568 км/ч на 9 000 м
- Практическая дальность:  
  - при нормальной взлётной массе: 2 500 км
  - при максимальной взлётной массе: 5 000 км
- Практический потолок: 11 000 м
- Время набора высоты: 5 000 м за 21,2 мин
- Длина разбега: 670 м
- Длина пробега: 600